# Hemibagrus baramensis
Hemibagrus baramensis är en fiskart som först beskrevs av Regan, 1906.  Hemibagrus baramensis ingår i släktet Hemibagrus och familjen Bagridae. Inga underarter finns listade i Catalogue of Life.